# Juego de cartas (programa de televisión)
Joc de cartes (Juego de cartas en español) es un concurso de cocina retransmitido en la cadena de televisión catalana TV3. El programa es presentado por Marc Ribas, presentador de televisión y cocinero (también presentador de Cuines). En cada programa se reúnen los propietarios de varios restaurantes. Estos tendrán que probar el servicio de los otros y puntuar cada restaurante en consecuencia. El voto decisivo lo tendré el presentador del programa.
Adaptando el formato de My restaurant rocks, programa alemán distribuido el año 2013 por Red Arrow International, los restaurantes se valoran a partir de diferentes aspectos: la decoración, la cocina, el menú, el servicio y la relación calidad-precio. El ganador gana un cheque de 5.000 euros para invertir en su negocio.
La primera temporada se estrena el 20 de abril de 2017 con solo un 9,6% de share. Gradualmente Joc de cartes ganó popularidad hasta llegar al 18% del share, en las últimas emisiones de la primera temporada. Obtuvo de media un total de 402.000 telespectadores y un 16,2 del share.
En el ecuador de la temporada, se estrenó un debate posterior al programa llamado Fora de carta, dónde se y entrevistaban los participantes del concurso y se comentaban los episodios. A pesar de la controversia que generó el programa, consiguió buenas cifras en cuanto a telespectadores. Este éxito impulsó futuras adaptaciones del programa a EITB, Telemadrid y À Punt; además de una versión veraniega, dónde diferentes restaurantes o chiringuitos de costa competían de forma similar.
La segunda temporada se estrenó el 21 de marzo de 2018, con excelentes resultados de audiencia, concretamente, 457.000 espectadores y un 18,6% de cuota. La quinta temporada incorporó la novedad del "plato estrella" que el presentador escogerá en cada programa, y que en el momento de la decisión final, dará medio punto más a la nota final del propietario.
En 2022 fue reconocido con el premio Ondas al mejor programa emitido por emisoras o cadenas no nacionales.